# Telothelepus capensis
Telothelepus capensis är en ringmaskart som beskrevs av Francis Day 1955. Telothelepus capensis ingår i släktet Telothelepus och familjen Terebellidae.
Artens utbredningsområde är Mexikanska golfen. Inga underarter finns listade i Catalogue of Life.